# البطولات الأسترالية 1957 (كرة مضرب)
هنا قائمة بالبطولات الأسترالية لكرة المضرب, المعروفة الآن باسم أستراليا المفتوحة لسنة 1957:

## فردي رجال
أشلي كوبر هزم  نيل فريجر 6-3 9-11 6-4 6-2

## فردي سيدات
شايرلي فراي هزم  ألثيا جيبسون 6-3, 6-4